# パトリック・グスタフソン
パトリック・グスタフソン（タイ語: พาตริก กุสตาฟส์สัน、スウェーデン語: Patrik Gustavsson、2001年4月19日 - ）は、タイ王国のサッカー選手。ポジションはFW。

## 経歴

### クラブ
2018年にオートヴィーダベリFFでトップチームに昇格し選手となった。2021年にIFシルヴィアに移籍した。
翌2022年にBGパトゥム・ユナイテッドFCに完全移籍した。同年にチエンマイFCにキアッドティフォーン・ウドムとともに期限付き移籍した。翌年にパトゥム・ユナイテッドに復帰した。
2024年1月27日にJ3リーグ・奈良クラブへの1年間の期限付き移籍がキアッドティフォーン・ウドムとともに発表された。奈良ではJ3リーグ25試合に出場し2ゴールを記録したほか、天皇杯1試合に出場した。2024年12月3日、期限付き移籍満了に伴い奈良を離れる旨が発表された。4日後の12月7日、ムアントン・ユナイテッドFCへの期限付き移籍が発表された。

### 代表
U-23代表としては2021年東南アジア競技大会に出場し準優勝に貢献した。

## 人物
父がスウェーデン人で母がタイ人である。

## 個人成績
| 国内大会個人成績 | 国内大会個人成績 | 国内大会個人成績 | 国内大会個人成績 | 国内大会個人成績             | 国内大会個人成績 | 国内大会個人成績 | 国内大会個人成績 | 国内大会個人成績 | 国内大会個人成績 | 国内大会個人成績 | 国内大会個人成績 |
| 年度             | クラブ           | 背番号           | リーグ           | リーグ戦                     | リーグ戦         | リーグ杯         | リーグ杯         | オープン杯       | オープン杯       | 期間通算         | 期間通算         |
| 年度             | クラブ           | 背番号           | リーグ           | 出場                         | 得点             | 出場             | 得点             | 出場             | 得点             | 出場             | 得点             |
| 日本             | 日本             | 日本             | 日本             | リーグ戦                     | リーグ戦         | リーグ杯         | リーグ杯         | 天皇杯           | 天皇杯           | 期間通算         | 期間通算         |
| ---------------- | ---------------- | ---------------- | ---------------- | ---------------------------- | ---------------- | ---------------- | ---------------- | ---------------- | ---------------- | ---------------- | ---------------- |
| 2024             | 奈良             | 19               | J3               | 25                           | 2                | 0                | 0                | 2                | 0                | 27               | 2                |
| 通算             | 日本             | 日本             | J3               | 25                           | 2                | 0                | 0                | 2                | 0                | 27               | 2                |
| 総通算           | 総通算           | 総通算           | 総通算           | \|\|\|\|\|\|\|\|\|\|\|\|\|\| |                  |                  |                  |                  |                  |                  |                  |

出場歴
- Jリーグ初出場 2024年2月24日 J3第1節 FC琉球戦（ロートフィールド奈良）
- Jリーグ初得点 2024年3月20日 J3第5節 ヴァンラーレ八戸戦（ロートフィールド奈良）

## 代表歴

### 試合数
- 国際Aマッチ 1試合 1得点（2024年-）[6]

| タイ代表 | 国際Aマッチ | 国際Aマッチ |
| 年       | 出場        | 得点        |
| -------- | ----------- | ----------- |
| 2024     | 1           | 1           |
| 通算     | 1           | 1           |